# Bermundo al II-lea de Leon
Bermundo al II-lea, poreclit și Gutosul  (n. 953 d.Hr. – d. 4 septembrie 999 d.Hr., Villabuena⁠(d), Castilia și León, Spania), a fost regele rival al Galiciei și apoi regele întregului Regat al Leonului. 
În 982, nobilimea din Galicia l-a proclamat rege, acesta fiind fiul fostului rege Ordono al III-lea de Leon, detronându-l pe vărul său, Ramiro al III-lea de Leon. Această uzurpare a fost văzută ca o extindere a crizei de succesiune incertă în 950. La momentul uzurpării, fracțiunea lui Bermundo era condusă de Gonzalo Menéndez și de Ramiro al III-lea de Rodrigo Velázquez. Bermudo a fost încoronat în catedrala din Santiago de Compostela, la 15 octombrie 982. 
Pentru sprijinul său limitat, Bermundo necesita protecția Califatului de la Córdoba. Era multă agitație în Castilia în primii săi ani de domnie și armatele din Cordoba au venit, nu ca aliați, ci ca cuceritori. Între noiembrie 991 și septembrie 992, Bermundo a fost expulzat din împărăție de către o revoltă condusă de magnații Gonzalo Vermúdez, Munio Fernández, și contele Pelayo Rodríguez. El a fost curând restaurat și s-a împăcat cu nemulțumiții. La 8 august 994 Bermudo a dat satul Veiga mănăstirii de la Celanova, sat care a fost construit de către Suario Gundemárez pe un teren ilegal al mănăstirii. 
Bermudo a reușit în cele din urmă să recupereze Zamora de la musulmani, dar nu a reușit să-i expulzeze în totalitate până în 987. În 999, guta de care suferea s-a agravat și a devenit insuportabilă, astfel, el nu mai putea să călărească. Lider militar al creștinilor din nord-vestul Spaniei, Bermundo a călătorit în cele din urmă în litieră. Mai târziu în același ani, el a murit la Villaneva del Bierzo și a fost înmormântat la Mănăstirea de la Carracedo. 